# The Proximity Effect
The Proximity Effect, publicado en 1998, es el segundo disco de la banda de rock alternativo e indie Nada Surf. El disco apareció bajo el sello MarDev. Los temas Hyperspace y Amateur son los más conocidos del disco.
Matthew Caws atribuyó la calidad en la producción del disco al grupo mientras habían permanecido en Elektra Records. Sin singles potenciales para la radio en el disco, Elektra pidió al grupo que escribiesen un hit, consiguiendo que hiciesen versiones de otros artistas, y tratando sacar Why Are You So Mean To Me? como el primer sencillo, aunque el grupo se negó a trabajar más en ello, ya que creían que era perfecto artísticamente. A causa de esto, mientras fue publicado, ovacionado por la crítica y bien recibido por el público, en Europa en septiembre de 1998, con el grupo realizando muchos conciertos en Europa, incluyendo una gira de 30 shows en Francia a principios de 1999, Elektra les retiró la financiación a los músicos y después echó a la banda del sello, dejando sin publicar este disco en Estados Unidos, mientras que unas pocas copias promocionales circulaban por allí.
Nada Surf pasaron los siguientes dos años luchando por sus derechos sobre el disco para poder lanzarlo desde su propio medio, MarDev, en agosto de 2000.
La reedición contenía los dos últimos temas en el orden que tenían en ambas portadas en su publicación original.

## Lista de canciones (reedición de 2000)
1. "Hyperspace"
2. "Amateur"
3. "80 Windows"
4. "Mother's Day"
5. "Troublemaker"
6. "Bacardi"
7. "Bad Best Friend"
8. "Dispossession"
9. "The Voices"
10. "Firecracker"
11. "Slow Down"
12. "Robot"
13. "Silent Fighting" (Bonus Track)
14. "Spooky" (Bonus Track)

## Lista de canciones (Edición original, Europa)
1. "Hyperspace"
2. "Amateur"
3. "Why Are You So Mean to Me?" (Vitreous Humor cover)
4. "Mother's Day"
5. "Troublemaker"
6. "80 Windows"
7. "Bacardi"
8. "Bad Best Friend"
9. "Dispossession"
10. "The Voices"
11. "Firecracker"
12. "Slow Down"
13. "Robot"
14. "Black and White" (dBs cover en un disco bonus promocional)